# Inženirji brez meja
Nevladne organizacije z imenom Inženirji brez meja (angl. Engineers Without Borders (EWB)) delujejo v okviru mednarodne razvojne pomoči na tehniških področjih v številnih državah sveta. Njihov cilj je s tehničnimi rešitvami pomagati prizadetim skupnostim in ljudem po svetu.
Številne organizacije Inženirji brez meja delujejo neodvisno druga od druge. Formalno med seboj niso povezane, stopnja njihovega medsebojnega sodelovanja pa je odvisna od posameznega projekta.
Večina organizacij Inženirji brez meja je močno povezana z akademskimi okolji, številne vodijo študenti.

## Zgodovina
Prva organizacija z imenom Ingénieurs sans frontières (ISF) je bila ustanovljena v Franciji v osemdesetih, v Španiji in Italiji pa v devetdesetih letih dvajsetega stoletja. Organizacija v Kanadi, ki je ena najvećjih, je bila ustanovljena konec devetdesetih let. Z njihovo pomočjo je bila leta 2001 ustanovljena organizacija v Veliki Britaniji. Istega leta je bila organizacija ustanovljena tudi v Coloradu v ZDA. V Nemčiji je bila organizacija ustanovljena leta 2003 v Marburgu.

## Mednarodno sodelovanje
Številne organizacije Inženirji brez meja so povezane v organizacijo Engineers Without Borders - International (EWB-I), ki je združenje nacionalnih organizacij s ciljem spodbujati sodelovanje, izmenjavo informacij in pomoč med članicami. Združenje je leta 2004 ustanovil prof. Bernard Amadei, sicer tudi ustanovitelj ameriške organizacije. 
Nekatere organizacije, kot kanadska, španska in druge niso članice združenja, vendar pa na različne načine aktivno sodelujejo med seboj. 

## Organizacija v Sloveniji
Po razpoložljivih podatkih organizacije v Sloveniji zaenkrat še ni.